# Братья Карамазовы (фильм, 1958)
Братья Карамазовы (англ. The Brothers Karamazov) — фильм режиссёра Ричарда Брукса, снятый кинокомпанией «MGM» в 1957 году по мотивам романа Ф. М. Достоевского «Братья Карамазовы». Продюсером фильма выступил Пандро Берман, сценарий написан Джулиусом Эпстейном, Филиппом Эпстейном и Ричардом Бруксом. Фильм был представлен в конкурсной программе Каннского кинофестиваля 1958 года. Роли братьев Карамазовых исполнили Юл Бриннер, Ричард Бейсхарт и Уильям Шетнер (дебют).

## Сюжет
Фильм показывает жизнь патриархальной семьи Карамазовых, во главе которой стоит Фёдор Карамазов. Когда он пытается определить наследника состояния, начинаются конфликты между братьями, приведшие к междоусобице и убийствам.

## В ролях
- Юл Бриннер — Дмитрий Карамазов
- Мария Шелл — Грушенька
- Клер Блум — Катя
- Ли Джей Кобб — Фёдор Карамазов
- Альберт Салми — Павел Смердяков
- Уильям Шетнер — Алексей Карамазов
- Ричард Бейсхарт — Иван Карамазов

## Производство
Кэрролл Бейкер должна была играть главную женскую роль, но Warner Bros не позволяла ей прервать ранее заключенный контракт, то же произошло и с Дианой Бэрримор, в итоге на роль была приглашена Мария Шелл.

## Прокат
Согласно данным MGM фильм собрал 2390000$ в США и Канаде и 3050000$ в других местах, в результате чего принёс прибыль в размере 441000$.

## Награды и номинации
- премия «Оскар» Лучший актер второго плана (номинация) — Ли Джей Кобб
- 1958 — лента вошла в список десяти лучших фильмов года по версии Национального совета кинокритиков США